# Langford-Juan de Fuca (circonscription britanno-colombienne)
Pour les articles homonymes, voir Langford et Juan de Fuca (homonymie).
Circonscription électorale provinciale du Canada
Langford-Juan de Fuca (auparavant Juan de Fuca (2009-2017)) est une ancienne circonscription provinciale de la Colombie-Britannique représentée à l'Assemblée législative de la Colombie-Britannique depuis 2009.

## Géographie
En 2020, la circonscription représente une partie du district régional de la Capitale situé dans la banlieue ouest de la capitale Victoria. Elle comprend les municipalités de Langford, Sooke, Highlands, Shirley, River Jordan et Port Renfrew, ainsi que les communautés des Premières Nations Gordon River 2 et Pacheena 1.
À la suite du redécoupage électoral de 2021 (en), la circonscription est divisée parmi Juan de Fuca-Malahat, qui reçoit les communautés de Sooke et Juan de Fuca, et parmi Langford-Highlands.

## Liste des députés
| Législature                                                                       | Années                                                                            | Député                                                                            | Député                                                                            | Parti                                                                             |
| Juan de Fuca Circonscription issue de Malahat-Juan de Fuca et Esquimalt-Metchosin | Juan de Fuca Circonscription issue de Malahat-Juan de Fuca et Esquimalt-Metchosin | Juan de Fuca Circonscription issue de Malahat-Juan de Fuca et Esquimalt-Metchosin | Juan de Fuca Circonscription issue de Malahat-Juan de Fuca et Esquimalt-Metchosin | Juan de Fuca Circonscription issue de Malahat-Juan de Fuca et Esquimalt-Metchosin |
| --------------------------------------------------------------------------------- | --------------------------------------------------------------------------------- | --------------------------------------------------------------------------------- | --------------------------------------------------------------------------------- | --------------------------------------------------------------------------------- |
| 39e                                                                               | 2009-2013                                                                         |                                                                                   | John Horgan                                                                       | Néo-démocrate                                                                     |
| 40e                                                                               | 2013-2017                                                                         |                                                                                   | John Horgan                                                                       | Néo-démocrate                                                                     |
| Langford-Juan de Fuca                                                             |                                                                                   |                                                                                   |                                                                                   |                                                                                   |
| 41e                                                                               | 2017-2020                                                                         |                                                                                   | John Horgan                                                                       | Néo-démocrate                                                                     |
| 42e                                                                               | 2020-2023                                                                         |                                                                                   | John Horgan                                                                       | Néo-démocrate                                                                     |
| 42e                                                                               | 2023-2024                                                                         |                                                                                   | Ravi Parmar (en)                                                                  | Néo-démocrate                                                                     |
| Circonscription abolie, voir Juan de Fuca-Malahat et Langford-Highlands           |                                                                                   |                                                                                   |                                                                                   |                                                                                   |